# Кешкюль
«Кешкюль» (азерб. کشکول, Kəşkül) — газета (вначале журнал), публиковавшаяся в 1883—1891 годах на азербайджанском языке.

## История
Первый номер был опубликован в 1883 году в Тифлисе. Издателем газеты был Джалал Унсизаде. «Кешкюль» была близка к идеям «Экинчи». Газета печатала публицистические статьи, материалы по вопросам языка, литературы, искусства, просвещения, рекомендации по общественно-политическим вопросам, отрывки из оригинальных произведений, переводы образцов восточной и европейской литературы. С газетой сотрудничали Г. Зардаби, С. А. Ширвани, С. М. Ганизаде Ф. Кочарлинский, И. Г. Чавчавадзе, М. Шахтахтинский, А. О. Черняевский, С. Велибеков, А. М. Ширванзаде.

В первом номере газета писала: 
«Начинающаяся жизнь газета нуждается в новой помощи и наставлениях. Надеемся, что вместе с нами доброжелатели и просветители нации помогут изданию этого листа, созданного во имя служения нашей нации». 
После выхода 11 номеров журнал был превращен в газету. И журнал, и газета имели следующие разделы: внутренний раздел, историко-политический раздел, критика и пресс-релизы, педагогика, консультация врача, поэзия, календарь, различные материалы и объявления. В истории развития типографий на территории современного Азербайджана определённую роль сыграла типография «Кешкюль». Именно на страницах «Кешкюль» впервые было использовано выражение «азербайджанская нация». 

### Приостановление публикации
Публикация «Кешкюль» продолжалась до 1891 года. За это время было выпущено 123 номера. Газета выходила нерегулярно, возможно именно это и стало одной из причин уменьшения подписчиков и упадка газеты. 
После закрытия газеты «Кешкюль» и вплоть до 1903 года был негласный запрет на азербайджаноязычные издания. Тогдашний руководитель Главного управления по печати Российской империи Соловьев на одно из обращений дал такой ответ: «Зачем вашему народу газета? Ваша интеллигенция должна читать на русском языке, а простые азербайджанцы пусть пасут своих овец».